# The Watch
The Watch est un groupe de rock progressif italien. Il est formé de la restructuration de The Night Watch, qui produira en 1997 son seul album, Twilight, distribué au label Lizard. Le groupe ne conserve de cette formation d'origine que son initiateur et compositeur principal, le chanteur et flûtiste Simone Rossetti.
Le son du groupe est très ressemblant à celui de Genesis époque Peter Gabriel, aussi bien du point de vue des instruments que de la voix de Simone Rossetti. The Watch a donné des concerts en première partie de The Musical Box, un tribute band de Genesis. Le groupe italien incorpore des titres de Genesis dans ses concerts.

## Biographie
Le groupe est initialement formé en 1997 sous le nom de The Night Watch, et comprend le chanteur Simone Rossetti, le guitariste Franceso Zago, le bassiste Antonio Mauri, le claviériste Giovanni Alessi, et le batteur Diego Donadio. Avec cette formation, le groupe publie son premier album, Twilight avant de se séparer en 2000 laissant Rossetti seul continuant le groupe sous le nom de The Watch.
Après le changement de nom, Rossetti se reconstruit avec le guitariste Ettore Salati, le bassiste Marco Schembri, le claviériste Gabriele Manzini, et le batteur Roberto Leoni, et avec cette formation que le groupe publie les albums Ghost (2001) et Vacuum (2004). Manzini part après la sortie de Vacuum et est remplacé par Sergio Taglioni (qui a joué du clavier sur leurs deux précédents albums), et enregistrent Live Bootleg en 2006 et leur quatrième album studio, Primitive et un album live en 2008.
À ce stade, l'année 2008 marque la période durant laquelle le groupe effectue sa seconde modification majeure de formation, tous les membres à l'exception de Rossetti (Leoni, Salati, Schembri, et Taglioni) partent ; le groupe revient donc avec Rossetti, le batteur Marco Fabbri, le guitariste Giorgio Gabriel, le claviériste Fabio Mancini, et le bassiste Cristiano Roversi.
En 2013, le groupe change de nouveau après le départ de Mariotti, et est remplacé par Stefano Castrucci qui est lui-même remplacé quelques années plus tard par Mattia Rossetti, fils de Simone Rossetti. Puis le groupe sort l'album Tracks from the Alps en 2014 suivi par Seven en 2017.

## Membres

### Membres actuels
- Simone Rossetti - chant, flûte traversière
- Giorgio Gabriel - guitare
- Mattia Rossetti - basse
- Valerio de Vittorio - claviers
- Marco Fabbri - batterie

### Anciens membres
- Guglielmo Mariotti - basse
- Giovanni Alessi - claviers
- Diego Donadio - batterie
- Antonio Mauri - basse
- Franceso Zago - guitare
- Roberto Leoni - batterie
- Ettore Salati - guitare
- Marco Schembri - basse
- Gabriele Manzini - claviers
- Sergio Taglioni - batterie
- Fabio Mancini - claviers
- Cristiano Roversi - basse
- Guglielmo Mariotti - basse
- Stefano Castrucci - basse

## Discographie

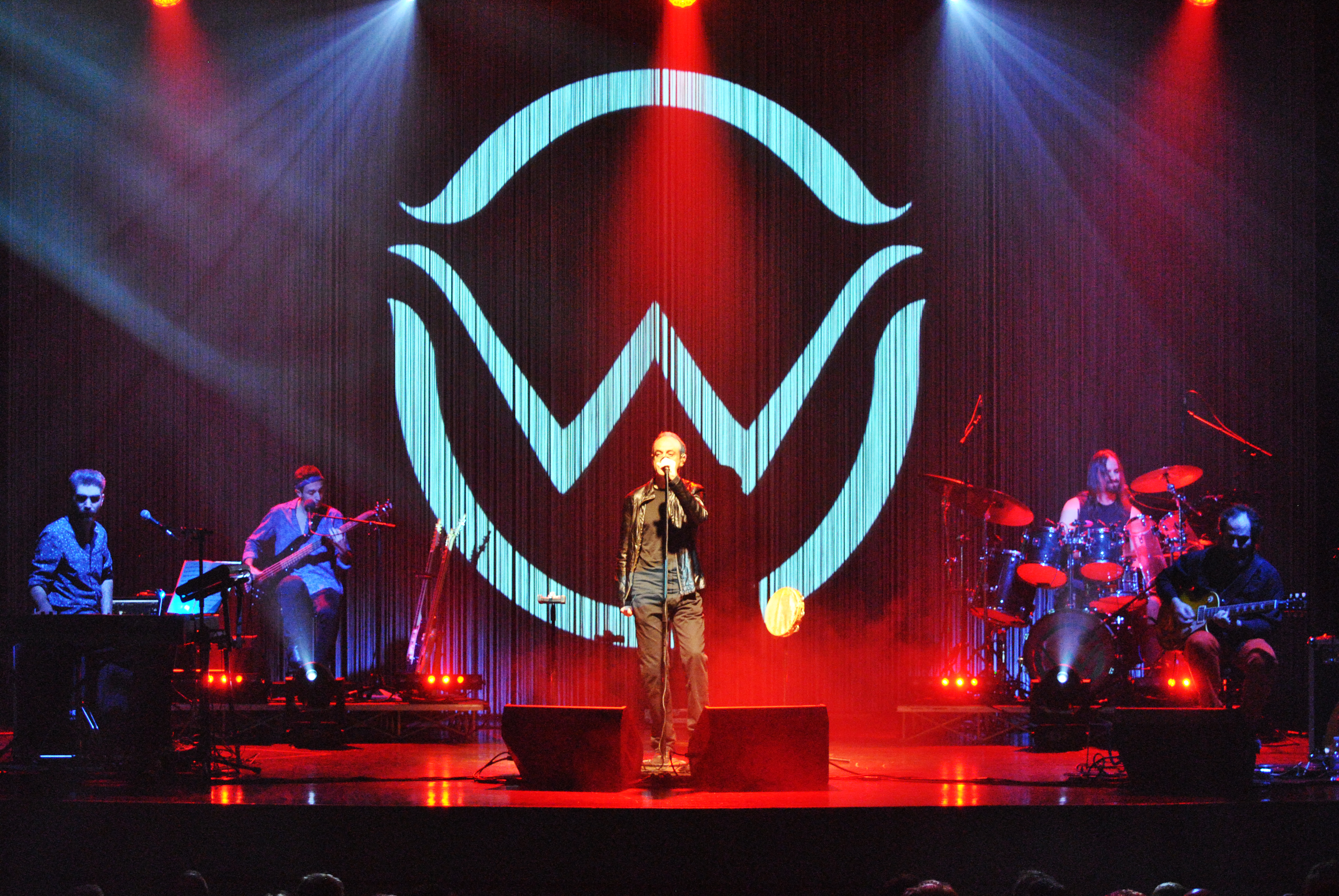
The Watch, 2017

### Albums studio
- 2001 : Ghost
- 2004 : Vacuum
- 2007 : Primitive
- 2009 : The Watch Live
- 2010 : Planet Earth ?
- 2011 : Timeless
- 2014 : Tracks from Alps
- 2017 : Seven

### Albums live
- 2003 : Live Bootleg
- 2009 : Live
- 2011 : Green Show 2011 - Official Live Bootleg